# Hudson Super Eight

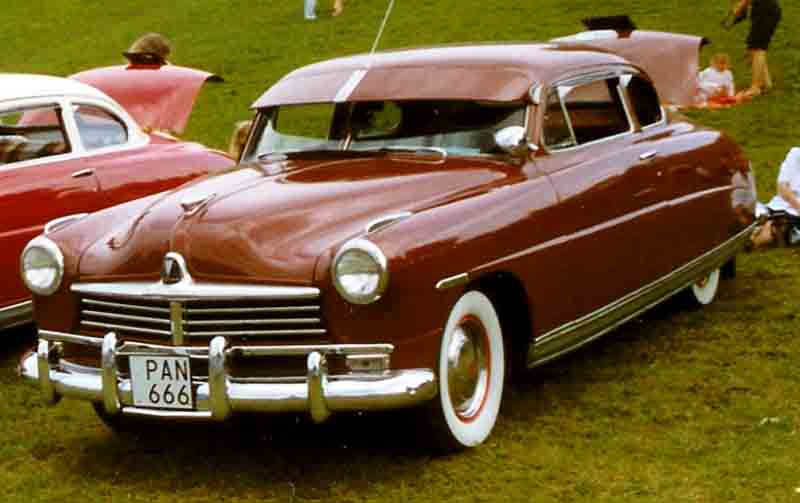
Hudson Super Eight Modell 493 (1949)

Der Hudson Super Eight bezeichnet eine Serie von Achtzylinder-Automobilen, die die Hudson Motor Car Co. in Detroit in den Modelljahren 1947 bis 1950 fertigte.
Der Wagen hatte einen Reihenachtzylindermotor mit seitlich stehenden Ventilen mit 4162 cm³ Hubraum (Bohrung × Hub: 76,2 mm × 114,3 mm) und einer Leistung von 128 bhp (94 kW) bei einer Drehzahl von 4200 min−1. Über eine Einscheiben-Ölbadkupplung wurde die Motorkraft an ein Dreiganggetriebe (mit Lenkradschaltung) und dann an die Hinterräder weitergeleitet. Die hydraulischen Bremsen wirkten auf alle vier einzeln aufgehängten Räder.
Das einzig verfügbare Fahrgestell hatte einen Radstand von 3073 mm. Es gab eine viertürige Limousine mit 6 Sitzen und ein zweitüriges Club-Coupé mit ebenfalls 6 Sitzen.
1947 wurde der Wagen mit nur wenigen Veränderungen weitergebaut, aber 1948 erschien ein komplett neues, stromlinienförmiges Modell mit flacherer Motorhaube und im „Step-Down“-Design. (Man stieg nicht mehr auf den Wagen auf, sondern hinunter, da der Fußraum nun zwischen die Längsträger eingelassen war.) Die Wagen hatten einen um 3″ verlängerten Radstand (3.150 mm) und abgedeckte hintere Radausschnitte. Dadurch entstand der Eindruck einer umgedrehten Badewanne.
Im Folgejahr entfiel der Super Eight zugunsten des bereits seit 1941 gefertigten Hudson Commodore Eight.